# Provinz Huancabamba
Die Provinz Huancabamba ist eine von acht Provinzen, welche die Region Piura im Nordwesten Perus bilden. Die Provinz erstreckt sich über eine Fläche von 4254,14 km². Beim Zensus 2017 wurden in der Provinz 111.501 Einwohner gezählt. Im Jahr 1993 lag die Einwohnerzahl bei 117.459, im Jahr 2007 bei 124.298.

## Geographische Lage
Die Provinz Huancabamba liegt in der westlichen Andenkette. Im Norden grenzt die Provinz Huancabamba an Ecuador, im Osten an die Region Cajamarca, im Süden an die Region Lambayeque und im Süden an die Provinzen Morropón und Ayabaca. Die Hauptstadt der Provinz ist Huancabamba.

## Verwaltungsgliederung
Die Provinz Huancabamba teilt sich in 8 Distrikte auf. Der Distrikt Huancabamba ist Sitz der Provinzverwaltung.
| Distrikt                 | Verwaltungssitz         |
| ------------------------ | ----------------------- |
| Canchaque                | Canchaque               |
| El Carmen de la Frontera | Sapalache               |
| Huancabamba              | Huancabamba             |
| Huarmaca                 | Huarmaca                |
| Lalaquiz                 | Tunal                   |
| San Miguel de El Faique  | San Miguel de El Faique |
| Sóndor                   | Sóndor                  |
| Sondorillo               | Sondorillo              |